# Maria Sękowska
Maria Bogusława Sękowska (ur. 16 lipca 1958 w Białymstoku, zm. 19 stycznia 2020 w Lublinie) – polska artysta grafik, prof. dr hab.; zajmowała się także malarstwem i rysunkiem.

## Życiorys
W 1982 ukończyła studia w Instytucie Wychowania Artystycznego na Wydziale Pedagogiki i Psychologii Uniwersytetu Marii Curie-Skłodowskiej w Lublinie, w 1997 obroniła pracę doktorską, 6 lipca 2011 habilitowała się na podstawie pracy. W 2017 nadano jej tytuł profesora nadzwyczajnego.
Piastowała funkcję profesora uczelni w Instytucie Sztuk Pięknych na Wydziale Artystycznym Uniwersytetu Marii Curie-Skłodowskiej.
Brała udział w ponad 60 wystawach zbiorowych i ponad 50 wystawach indywidualnych - w kraju i za granicą w Hiszpanii, Niemczech, Austrii, Włoszech, Litwie, Belgii, Ukrainie, Chinach. Była członkiem Lwowskiego Towarzystwa Przyjaciół Sztuk Pięknych we Lwowie, Związku Polskich Artystów Plastyków, a także Stowarzyszenia Wspólne Korzenie działającego na rzecz Polaków na Wschodzie.
Zmarła 19 stycznia 2020.